# André Cluytens
André Cluytens (Anversa, 26 marzo 1905 – Neuilly-sur-Seine, 3 giugno 1967) è stato un direttore d'orchestra belga naturalizzato francese.
Figlio di un direttore d'orchestra e di una cantante lirica, dopo gli studi al Conservatorio Reale di Anversa diventa direttore del Coro della sua città natale e si orienta inizialmente per la carriera pianistica. Nel 1927 è invitato a dirigere I pescatori di perle di Bizet e, dal 1932, è in Francia dove dirige l'orchestra al Théâtre du Capitole de Toulouse a Tolosa, all'Opéra national de Lyon e al Théâtre national de l'Opéra-Comique, divenendo direttore musicale di quest'ultimo dal 1946 al 1953. Nel 1945 prende la cittadinanza francese e dal 1946 si esibisce regolarmente con l'Orchestre de la Société des Concerts du Conservatoire, anche con tournée in Francia e all'estero e succedendo poi a Charles Münch nella carica di vicepresidente e direttore.
Dal 1951 al 1960 è direttore dell'Orchestre national de France (allora chiamata Orchestra Nazionale della RDF e successivamente della RTF)  dirigendo le tournée in Germania nel 1957, in Unione Sovietica nel 1959, in Medio Oriente e in Europa orientale nel 1960. Nel 1955 è il primo direttore di nazionalità francese ad esibirsi al Festival di Bayreuth nel Tannhäuser e si afferma come uno dei più acclamati interpreti delle opere di Wagner. Tornerà di frequente a Bayreuth per dirigere I maestri cantori di Norimberga tra il 1956 e il 1958, il Parsifal nel 1957 e il Lohengrin nel 1958 sempre con la regia di Wieland Wagner. L'entusiasmo del pubblico gli farà ricevere gli applausi da solo sul palco, consuetudine fino ad allora non consona alle rigide tradizioni di Bayreuth.
Nel 1956 affianca Carl Schuricht nella direzione della prima tournée negli Stati Uniti della Filarmonica di Vienna dopo la scomparsa di Wilhelm Furtwängler e Erich Kleiber. Nel novembre 1957 dirige la New York Philharmonic in un ciclo di concerti che comprende la prima sinfonia di Dutilleux trasmessa dal vivo alla radio. Con Sostakovic al pianoforte incide i due concerti dell'autore russo e, sotto la sua supervisione, anche l'undicesima sinfonia. Registra in studio l'integrale delle sinfonie di Beethoven con la Filarmonica di Berlino tra il 1957 e il 1960, la prima volta per un direttore francese e per un'orchestra tedesca. Nel 1960 rientra in Belgio ed è nominato direttore della riorganizzata Orchestra Nazionale del Belgio pur dirigendo ancora l'Orchestre de la Société des Concerts du Conservatoire per le registrazioni dedicate a Ravel nel 1961-62, durante una serie di concerti in Giappone tra aprile e maggio 1964 e durante un ciclo dedicato a Beethoven al Théâtre des Champs-Élysées nell'autunno dello stesso anno.
Nel maggio 1963 dirige al Teatro alla Scala di Milano una memorabile edizione dell'L'anello del Nibelungo di Richard Wagner, avvalendosi di cantanti quali Hans Hotter (Wotan) e Birgit Nilsson (Brünnhilde).
Dirige all'Opéra national de Paris il Tannhäuser nel 1963 e Salomè di Richard Strauss nel 1964 con l'allestimento scenico di Wieland Wagner e Anja Silja, il soprano berlinese che sarà poi sua compagna. Torna a Bayreuth chiamato da Hans Knappertsbusch nel 1965 per Parsifal e Tannhäuser e, fatto senza precedenti, il pubblico applaude tra gli atti del Parsifal. Le sue incisioni sono consacrate ad autori francesi: Bizet, Debussy, Roussel, Berlioz (la Sinfonia fantastica nel 1964). Altre incisioni: la Sinfonia Incompiuta di Schubert assieme a Les Préludes di Liszt nel 1960 a Berlino, Boris Godunov di Musorgskij, Hänsel und Gretel di Humperdinck con il Coro dell'Opera di Stato e la Filarmonica di Vienna. Si ammala durante l'inverno 1965-66 e deve sospendere temporaneamente la sua attività. È ancora sul podio per L'infanzia di Cristo di Berlioz, la sua ultima incisione.